# Melissa (filósofa)
Melissa, uma filósofa e matemática pitagórica do Século VI a.C. O nome deriva da palavra grega para mel: "Melli".
Pouco se sabe sobre esta filósofa e matemática pitagórica e sobre o que escreveu, embora as cartas que restam apontem para um pensamento neopitagorista.
Temistocleia  e elas foram as únicas a não pertencerem à família de Pitágoras.
Sabe-se que foi uma das primeiras pitagóricas. Sabe-se também que após a morte de Pitágoras, foi Teano e suas filhas que deram continuidade e mantiveram a escola pitagórica, as comunidades e escolas funcionando e florescendo. Pode-se concluir que Melissa também foi uma das que se esforçaram para dar continuidade.